# Aleksandr Andreevič Baranov
Aleksandr Andreevič Baranov, in russo Александр Андреевич Баранов? (Kargopol', 3 o 14 febbraio 1746 – mar di Giava, 16 o 28 aprile 1819), è stato un mercante russo.
Fu il primo governatore dell'America russa (1790-1818).

## Biografia
Baranov nacque nella cittadina di Kargopol' nell'allora governatorato di San Pietroburgo dell'Impero russo. Scappato di casa all'età di quindici anni, divenne un mercante di successo a Irkutsk, in Siberia. Fu attirato nell'America russa dal crescente commercio di pellicce marittimo e divenne un importante imprenditore istituendo e gestendo dei posti di scambio nell'area dell'isola Kodiak.
Dal 1799 al 1818, con l'intervento di Nikolaj Rezanov, divenne direttore capo dell'influente Compagnia russo-americana. Gestì tutti gli interessi della compagnia nell'America russa, comprese le isole Aleutine e le isole Curili. L'attività di commercio di pelli di lontra e foca in regione registrò un enorme incremento. Baranov convinse i cacciatori indigeni ad espandere il loro campo d'azione e includere le coste della California. Baranov sostenne anche maggiori opportunità educative per i nativi dell'Alaska, fece aprire delle scuole e le comunità di frontiera divennero meno isolate. Durante il suo governo, operarono in regione missionari ortodossi russi. Egli esplorò la zona adiacente alla costa del Pacifico dell'America settentrionale, stabilì rapporti commerciali con la California, le Hawaii e la Cina. Dispose che fosse fondato Fort Ross in California nel 1812. Fondò anche la maggior parte degli insediamenti russi in Alaska, tra cui Novo-Arkhangelsk (Sitka dal 1867).
Nel gennaio del 1818, Baranov fu per breve tempo sostituito nella sua carica di governatore dal capitano di vascello della marina russa Leontij Gagemejster, a seguito delle voci che Baranov avesse segretamente dirottato denaro a proprio nome nelle banche americane. Fatto smentito in una successiva revisione contabile. Nel mese di ottobre del 1818, Gagemejster nominò governatore il genero di Baranov, il capitano di vascello Semën Janovskij. Due mesi dopo, Baranov e Gagemejster lasciarono l'Alaska per tornare in Russia. La nave si diresse a sud su un percorso che l'avrebbe portata a doppiare il capo di Buona Speranza. Lungo il tragitto, la nave fece una lunga sosta a Batavia (l'odierna Giacarta), nell'isola di Giava, allora parte delle Indie orientali olandesi (l'attuale Indonesia), nel marzo del 1819. Baranov si ammalò e subito dopo che la nave era salpata egli morì e fu sepolto in mare nei pressi dell'isola (aprile 1819).

## Onorificenze e riconoscimenti

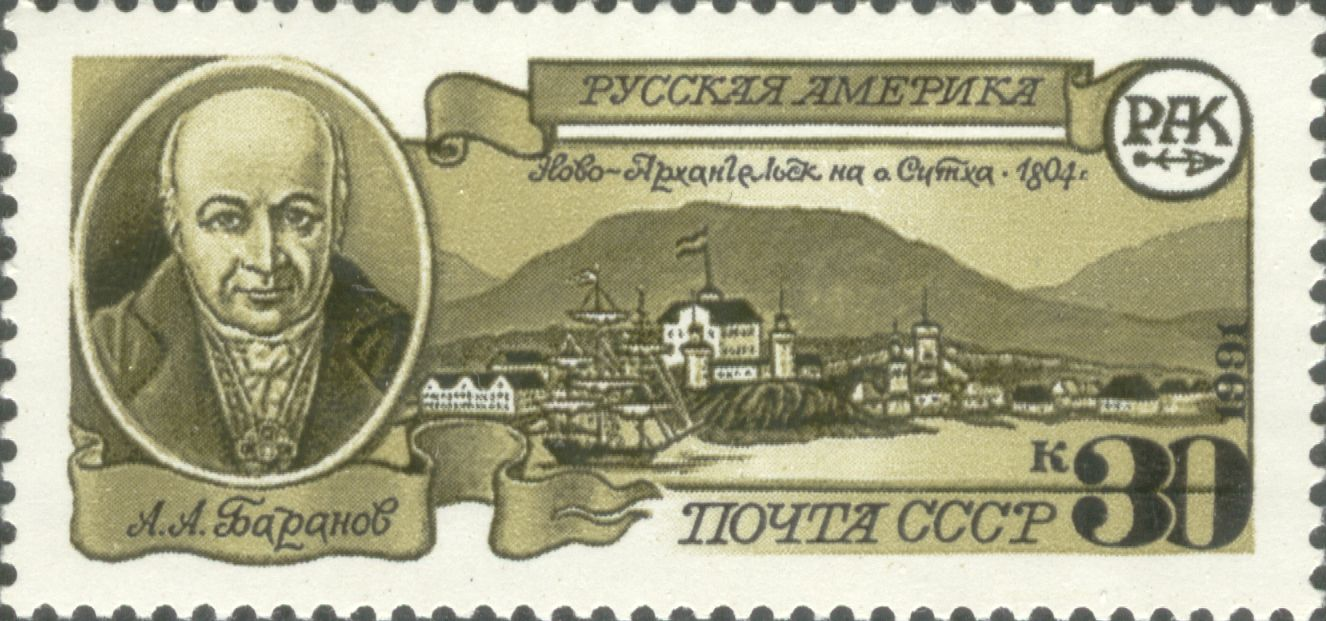
Francobollo sovietico con l'effige di Baranov

- Nel 1799, "...per il suo zelo nell'istituzione, la ratifica e l'espansione del commercio nell'America russa", Baranov fu premiato con una medaglia dallo zar Paolo I.
- Per i servizi resi ottenne la medaglia dell'Ordine di San Vladimiro e, nel 1807, l'Ordine di Sant'Anna di II classe.
- Il 25 ottobre 1989 fu eretto un monumento a Baranov a Sitka. Nel 2020 venne trasferito nel museo di storia della città.
- Nel luglio del 1997 (in occasione del 250º anniversario della nascita) gli è stato dedicato un monumento a Kargopol'.
- Nel 1991 l'Unione Sovietica ha emesso un francobollo con la sua effigie.

## Luoghi a lui dedicati
- Arcipelago Alessandro, nel golfo dell'Alaska.
- Baranof Island, nella parte nord dell'arcipelago Alessandro.
- Isola di Baranov (о. Баранова), uno degli isolotti di Minin nel Mare di Kara (74°26′44.09″N 84°18′49.86″E).
- Capo Baranov (49°21′12″N 142°04′18″E) e monte Baranov (49°20′12″N 142°09′25″E) sull'isola di Sachalin.
- Durante la seconda guerra mondiale, la nave statunitense da trasporto classe Liberty SS Alexander Baranof era stata così chiamata in suo onore.